# Kehlsteinhaus
Das Kehlsteinhaus auf dem Kehlstein ist ein 1937 bis 1938 im Auftrag der NSDAP nach Plänen von Roderich Fick errichtetes ehemaliges Repräsentationsgebäude im oberbayerischen Landkreis Berchtesgadener Land. Es ist ein denkmalgeschützter Täterort und war Teil des Führersperrgebietes Obersalzberg. Seit 1952 ist das Kehlsteinhaus öffentlich zugänglich. Eine Ausstellung informiert über seine Geschichte, die übrigen Räume werden seither als Gaststätte genutzt.
Technisch erschlossen wird das Kehlsteinhaus durch eine exponierte Bergstraße – die Kehlsteinstraße – und einen Aufzug. Die Kehlsteinstraße wird ausschließlich von den Bussen der Kehlsteinlinie befahren. Die gesamten Kehlsteineinrichtungen befinden sich heute im Eigentum des Freistaates Bayern. Die Berchtesgadener Landesstiftung hat den Nießbrauch an den Kehlsteineinrichtungen. Die Reinerträge kommen gemeinnützigen Zwecken im Landkreis Berchtesgadener Land zugute. Das Kehlsteinhaus gehört mit 350.000 Besuchern (Stand: 2014) zu den touristischen Angebotsschwerpunkten in der Landkreisteilregion Berchtesgadener Land und damit zu den besucherstärksten Sehenswürdigkeiten des ganzen Landkreises.

## Lage

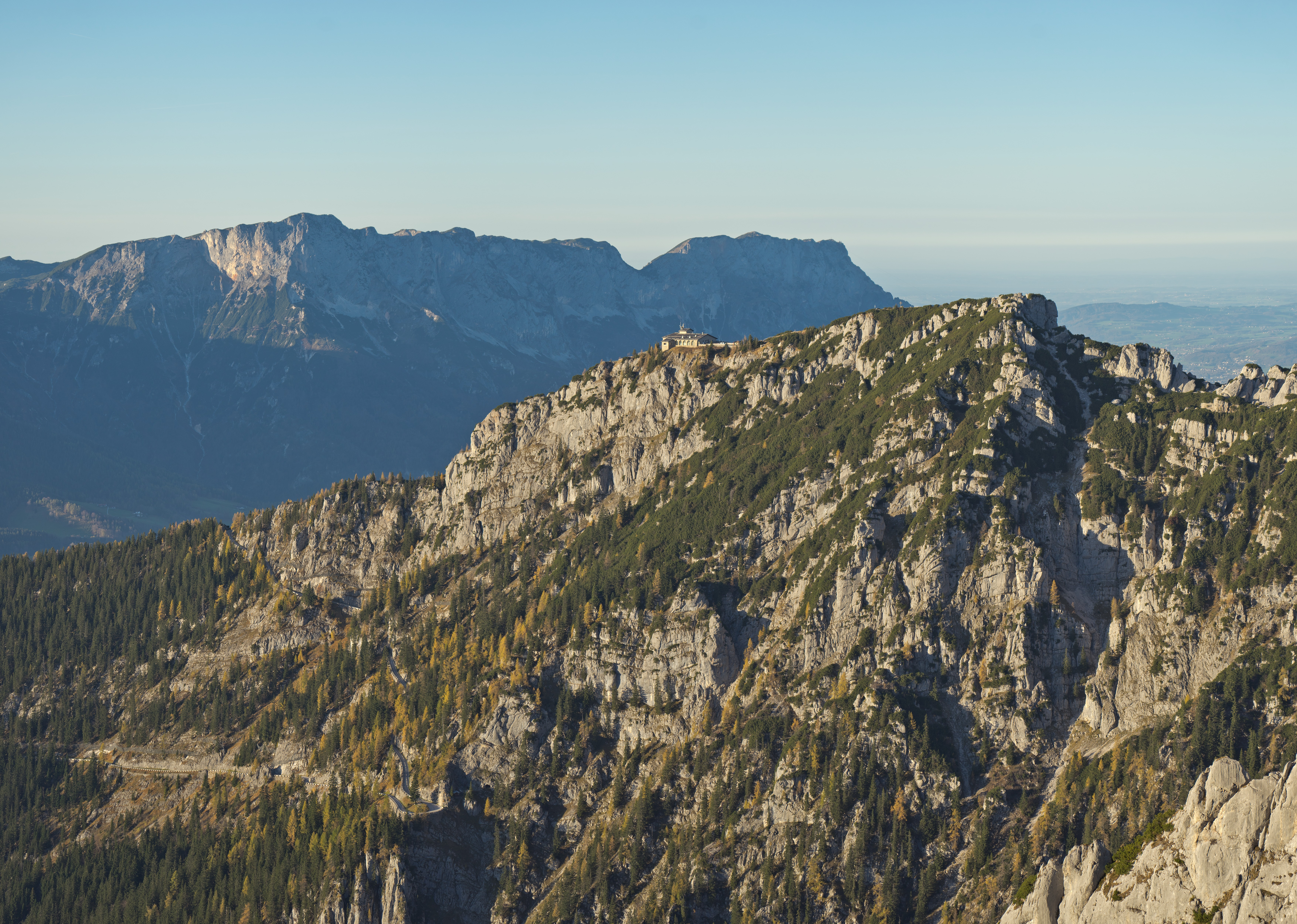
Lage des Kehlsteinhauses auf dem Kehlstein. Ansicht aus den Umgäng. Im Hintergrund der Untersberg.

Das Kehlsteinhaus steht knapp unterhalb des Kehlsteingipfels in 1838 m ü. NHN Höhe auf einem Bergsporn und gehört zur Gemarkung Eck der Gemeinde Berchtesgaden. Teile der Kehlsteinstraße liegen im gemeindefreien Gebiet Eck.

## Bezeichnungen
Nicht mehr eindeutig zu belegen sind weitere Bezeichnungen für das Kehlsteinhaus, das während der Zeit des Nationalsozialismus auch Teehaus (2. Teehaus), D-Haus (Diplomatenhaus) oder T-Haus (Haus T) genannt worden sein soll. Der französische Botschafter André François-Poncet, der am 18. Oktober 1938 Hitler im Kehlsteinhaus besuchte, bezeichnete den Ort erstmals als Adlerhorst (frz. Nid d’Aigle). Poncet war der einzige ausländische Besucher von Rang, den Hitler im Kehlsteinhaus empfing. Die englische Entsprechung Eagle’s Nest wurde spätestens nach Kriegsende in der ganzen englischsprachigen Welt zum stehenden Begriff für dieses Haus und hat übersetzt auch in andere Sprachen Einzug gehalten. Im Deutschen bezeichnet man mit Adlerhorst dagegen das Führerhauptquartier Adlerhorst in Hessen.

## Geschichte

### Bau des Kehlsteinhauses 1937–1938

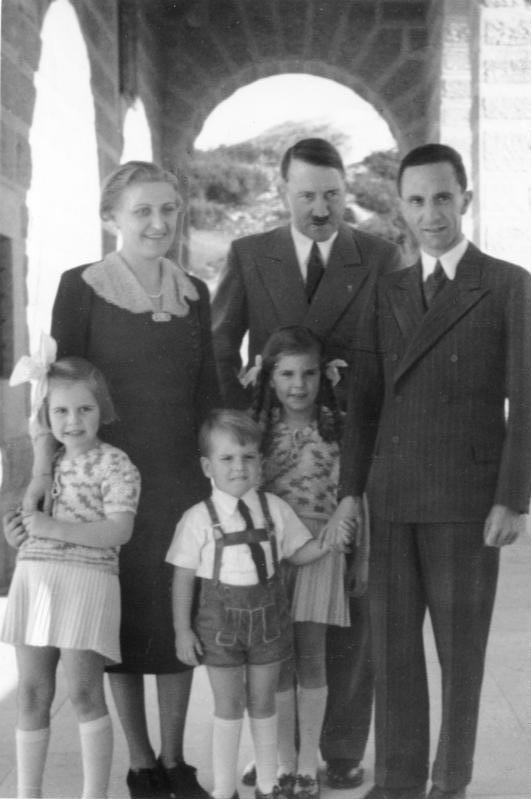
Hitler empfängt Familie Goebbels 1938 im Kehlsteinhaus

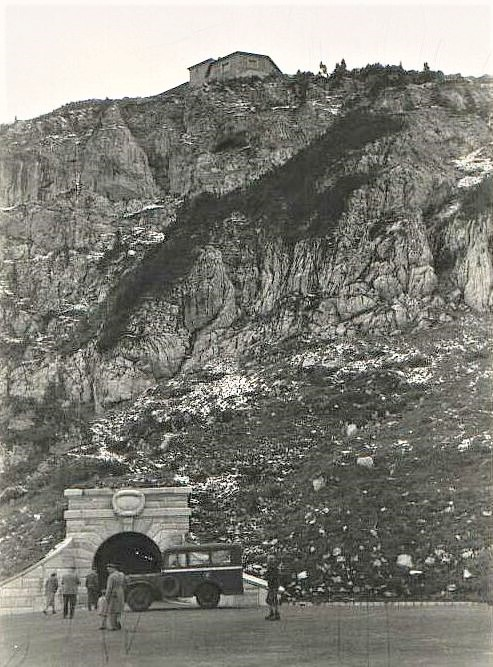
Eingang zum Kehlsteinlift kurz nach der bedingungslosen Kapitulation der Wehrmacht (1945)

Hitler besuchte 1923 erstmals den Obersalzberg. Nach der Machtergreifung 1933 wurde der kleine Ort zum Führersperrgebiet erklärt, das sich bis zum Kehlstein erstreckte, und völlig umgestaltet.
Eines der aufwendigsten Bauprojekte innerhalb des Führersperrgebiets war das Kehlsteinhaus mit Kehlsteinstraße und -lift, dessen Planung Martin Bormann dem Architekten Roderich Fick übertrug. Mit den Rohbauarbeiten für das Kehlsteinhaus wurde die Münchner Niederlassung von Hochtief beauftragt. Die Oberleitung für den Bau der Straße lag beim Generalinspektor des Straßenwesens Fritz Todt. Involviert war als Bauleiter der ausführenden Firma im Straßenbau Polensky & Zöllner auch Leopold Müller. An der Errichtung des Kehlsteinhauses waren vor allem deutsche, später auch tschechische und italienische Facharbeiter beteiligt. Bei der Errichtung des Aufzugsschachtes innerhalb des Berges gab es zwölf tödliche Arbeitsunfälle. Die Bauzeit der Straße lag bei 13 Monaten. Hitler selbst suchte es dann jedoch nur etwa zehnmal auf (die Zahlen schwanken zwischen fünf- und vierzehnmal), weil ihm die Ausflüge dorthin zu zeitaufwendig und riskant gewesen sein sollen. Vor allem soll er kritisiert haben, dass der Aufzugsschacht nicht sicher gegen Blitzeinschläge sei und man einem Überraschungsangriff der Alliierten und ihren Bombern schutzlos ausgeliefert wäre.

### Kriegsende und Nachkriegszeit
Am 25. April 1945 war das Kehlsteinhaus beim Fliegerangriff der britischen Lancaster-Bomber auf den Obersalzberg zwar eines der Hauptziele, wurde jedoch nicht getroffen – vermutlich weil es samt dem schmalen Gipfelplateau für die damals abgeworfenen, nicht lenkbaren Bomben eine zu geringe Zielgröße hatte.
Kurz vor Ende des Zweiten Weltkriegs wurde am 4. Mai 1945 das Führersperrgebiet von amerikanischen und französischen Truppen besetzt. Die Amerikaner erklärten es wiederum zum militärischen Sperrgebiet. Das Kehlsteinhaus wurde beschlagnahmt und am 1. April 1946 förmlich unter Kontrolle genommen. Am 17. Februar 1949 ging das Kehlsteinhaus an den Freistaat Bayern über. Rückwirkend zum 20. Juni 1948 wurde es am 18. Juli 1949 der Bayerischen Allgemeinen Finanzverwaltung, vertreten durch das Finanzamt Berchtesgaden, übertragen, blieb aber noch bis 1951 unter der Kontrolle der Amerikaner.
Im Frühjahr 1951 gingen die Kehlsteinstraße und die Dalsenwinkelstraße in die Zuständigkeit der bayerischen Verwaltung über und am 12. Juni 1951 erhielt der Landkreis Berchtesgaden das Alleinbenutzungsrecht an diesen Straßen. Der Landkreis verpflichtete sich zur Einrichtung eines Linienverkehrs auf der Kehlsteinstraße und zur Übernahme der Instandsetzungskosten und des laufenden Unterhalts. Der Betrieb der Buslinie wurde zunächst der Deutschen Bundespost übertragen, am 19. Januar 1956 dann dem damaligen Fremdenverkehrsverband des Berchtesgadener Landes.
Der Landkreis hatte zwischenzeitlich die vom bayerischen Kabinett geplante Sprengung des Kehlsteinhauses abgewehrt. Der damalige, nicht zuletzt auf den wachsenden Fremdenverkehr bedachte Landrat Karl Theodor Jacob handelte aus, dass lediglich die Ruinen, die noch von den Bombardements und den ersten Sprengungen übrig geblieben waren, gesprengt wurden, das Kehlsteinhaus aber erhalten blieb. Er meinte, dass „die Sensation am Berg das Kehlsteinhaus“ sei und gegen den „Nazitourismus“ wusste er ein eigenes Mittel: „Ich habe immer wieder gesagt, da schenken wir Münchner Hofbräubier aus, und da kommt schon keine weihevolle Stimmung auf.“
Im Februar 1952 verpachtete der Freistaat Bayern das Kehlsteinhaus mit Einverständnis der Amerikaner an die Sektion Berchtesgaden des Deutschen Alpenvereins. Ebenfalls auf Initiative des Landrats Jacob und anlässlich der 150-jährigen Zugehörigkeit der ehemaligen Fürstpropstei Berchtesgaden zu Bayern brachte im Jahr 1960 der Freistaat den Nießbrauch an den Kehlsteinbetrieben in die Berchtesgadener Landesstiftung ein, auch Kehlsteinstiftung genannt. Deren Erlöse kommen gemeinnützigen Zwecken im Landkreis Berchtesgadener Land zugute.
Seit den 1950ern beschränkte sich das Literatur- und Andenkenangebot im Umfeld des Kehlsteinhauses jahrzehntelang weitgehend auf Hochglanzbroschüren mit früheren Propagandafotos vom Obersalzberg; auch die Andenken waren nicht selten mit idyllischen NS-Motiven versehen. Erst seit am 20. Oktober 1999 die Dokumentation Obersalzberg unweit der Bushaltestelle zum Kehlsteinhaus eröffnet wurde, wird den Besuchern auch vor Ort eine umfassende wissenschaftliche Aufarbeitung der Geschichte dieses Täterortes geboten. 2017 wurde vom Institut für Zeitgeschichte auch im Kehlsteinhaus selbst eine kleine, die Dokumentation ergänzende Ausstellung zu dessen NS-Geschichte eingerichtet.
2009 wurde bekannt, dass die Bayerischen Staatsforsten vorhaben, das mit Schwarzdecken versehene historische Wegenetz im Kehlsteingebiet durch für 40 Tonnen schwere Transportmaschinen befahrbare Schotterwege zu ersetzen. Dies stößt u. a. auf Widerspruch der regionalen SPD. Sie stuft die Bausubstanz aus der NS-Zeit ebenso wie das Obersalzberg Institut als Denkmal nach Maßgabe des Denkmalschutzes ein und fordert daher weniger radikale Lösungen. Betont wird aber auch die touristische Bedeutung der familien- und behindertengerechten Wege, die gerne von Radfahrern und Wanderern genutzt werden.
Von Ende 2023 bis Mai 2025 war der Kehlsteinlift außer Betrieb – der Austausch des 5 Tonnen schweren defekten Motors von 1973 konnte erst nach Ende der Saison 2024 vorgenommen werden und kostete eine halbe Million Euro.

## Ausstattung und Baukosten

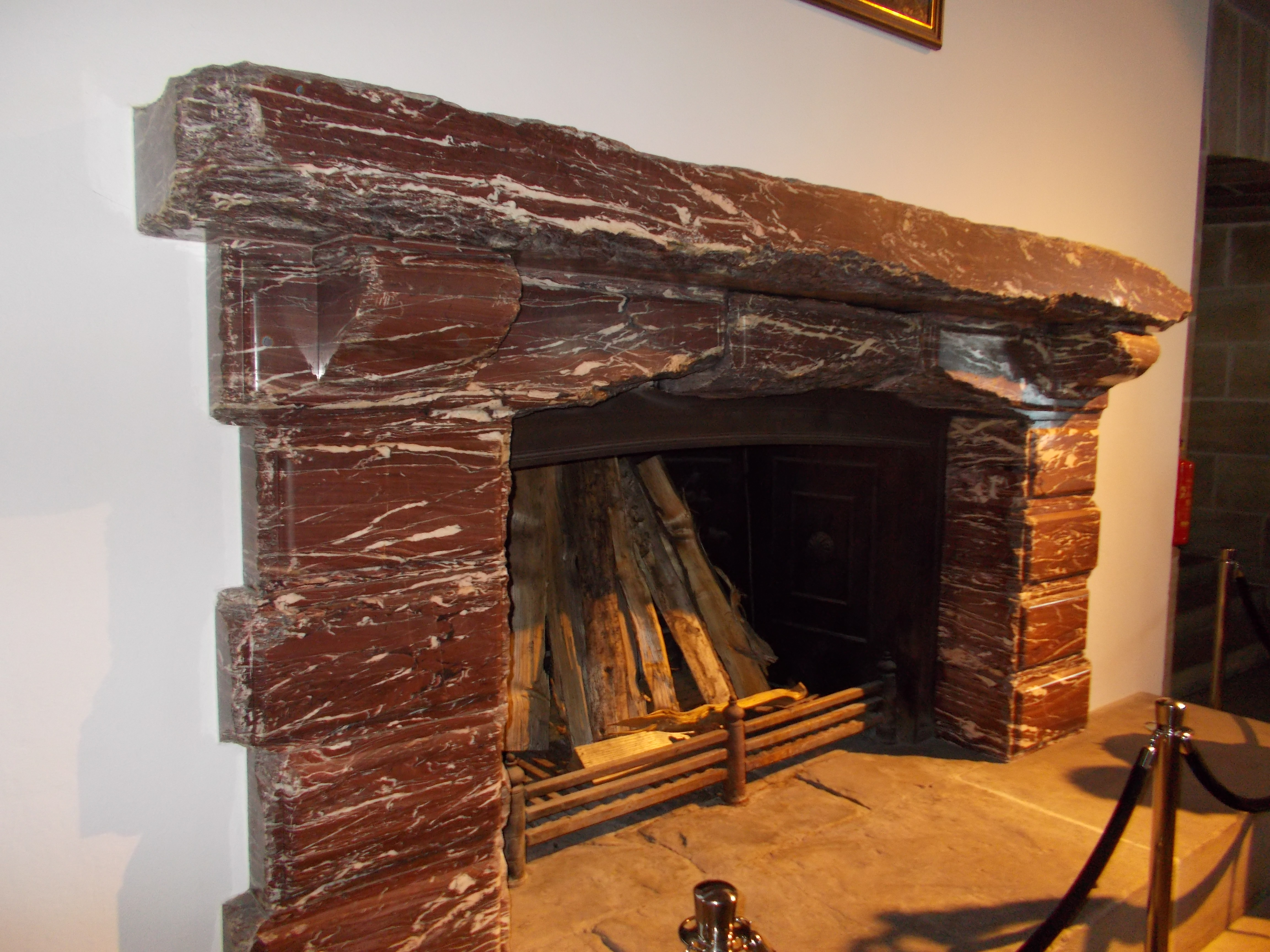
Offener Kamin

Die Raumaufteilung sah Arbeits-, Speise-, Wohn-, Wach- und Ruhezimmer vor sowie eine Küche, Waschräume und einen großen Keller.
Der Teeraum wurde mit Untersberger Marmor vermauert, die Wände des Scharitzkehlstüberls sind vollständig mit Zirbelholz verkleidet. Ein Großteil der Möbeleinrichtung hatte das Design von Paul László – ohne dass vorher der als Jude verfolgte Architekt László und der im Nachhinein darüber entrüstete Albert Speer davon unterrichtet worden wären. Den Marmor für den großen Kamin des Hauptraumes hat Mussolini gestiftet.
Als Zugang zum Haus wurde ein 124 m hoher Aufzug eingerichtet, zu dessen Eingang wiederum ein 124 m langer und 3 m hoher Tunnel in den Berg getrieben wurde. Das Innere der Aufzugkabine ist mit polierten Messingplatten und venezianischen Spiegeln verkleidet worden, die an den Seiten ausklappbaren, gepolsterten Sitze wurden mit grünem Leder bespannt. Die Kabine ist weitgehend original erhalten, einschließlich Wandtelefon aus Bakelit und mechanischer Uhr. Hergestellt wurde der Aufzug von der Maschinenfabrik Carl Flohr aus Berlin.
Die reinen Baukosten des Kehlsteinhauses beliefen sich einschließlich des Aufzugssystems mit Zugangstunnel und der Kehlsteinstraße mit fünf weiteren Tunneln damals auf rund 30 Millionen Reichsmark, was heute ungefähr 157 Millionen EUR entspricht.

## Zugangsmöglichkeiten

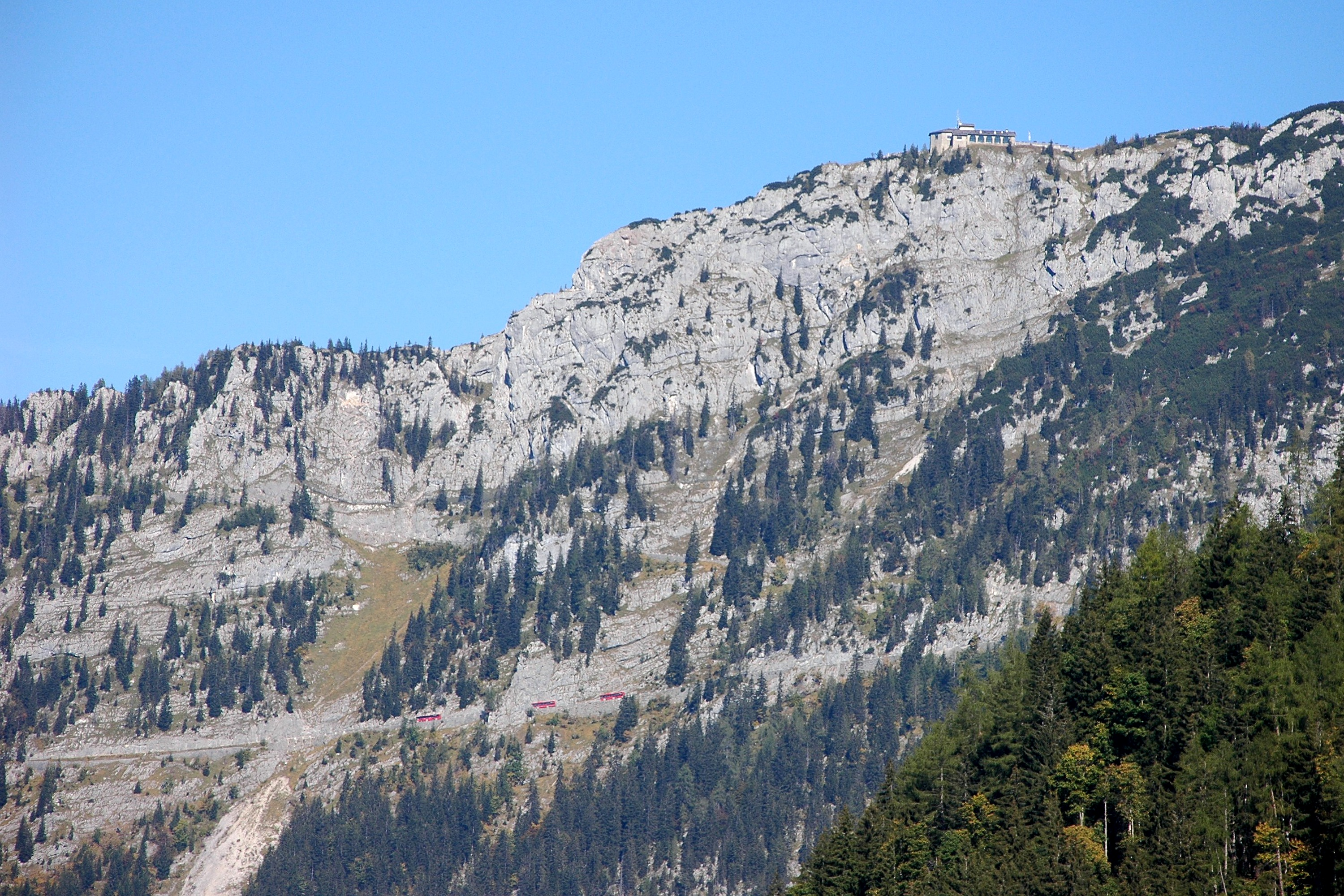
Busse auf der Kehlsteinstraße (2011)

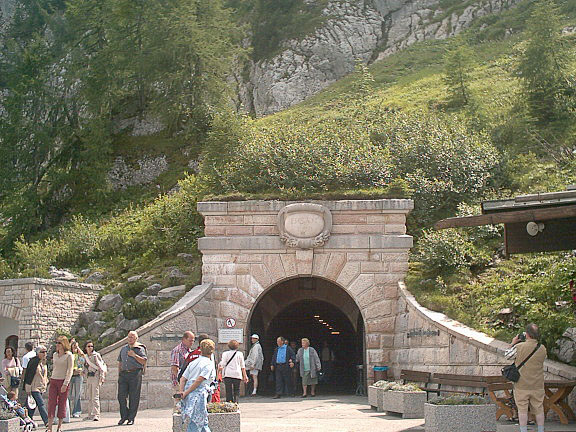
Tunnelportal zum Kehlsteinlift (2005)

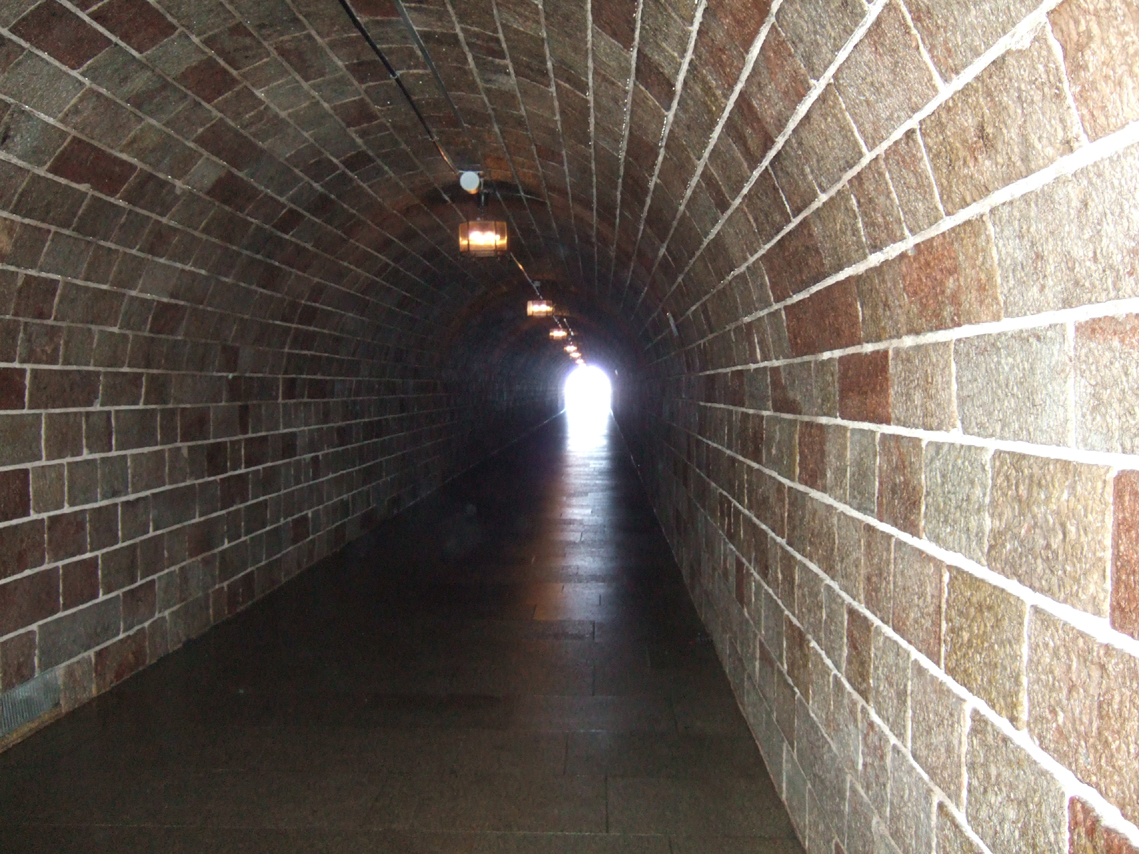
Tunnel zum Kehlsteinlift

### Kehlsteinbetriebe
Das Kehlsteinhaus und dessen wirtschaftlich genutzter Umgriff mit Kehlsteinstraße, Kehlsteinlinie und Kehlsteinlift werden heute unter dem Begriff Kehlsteinbetriebe zusammengefasst und von dem Zweckverband Bergerlebnis Berchtesgaden unterhalten.

#### Kehlsteinstraße
Am Hintereck (970 m ü. NHN) am Obersalzberg beginnt die 1938 nach 13 Monaten Bauzeit fertiggestellte, hauptsächlich auf der Südseite des Kehlsteins gelegene 6,5 km lange Kehlsteinstraße. Sie führt durch fünf Tunnel (von unten nach oben: Reck-, Martinswand-, Gams-, Hirsch- und Schwalbennesttunnel) und überwindet einen Höhenunterschied von etwa 700 Metern, teilweise beträgt die Steigung bzw. das Gefälle 24 %. Die Straße endet bei einem großen Buswendeplatz (1696 m ü. NHN) nördlich unterhalb des Kehlsteinhauses und ist für den motorisierten Individualverkehr, für Radfahrer und ab dem großen Wegekreuz am Klingereckboden (1115 m ü. NHN) auch für Fußgänger gesperrt. Über die Nordseite führt vom Ofnerboden (1150 m ü. NHN) die etwas schmalere, etwa 4 km lange Dalsenwinkelstraße ebenfalls zu dem Buswendeplatz. Sie quert die steile Nordwand des Kehlsteins und kann von Fußgängern und Radfahrern genutzt werden.
Beide Straßen sind asphaltiert. Ihren Anfang nehmen sie im unteren Bereich eines weitläufigen, auch heute noch fast durchgängig asphaltierten Wegenetzes zwischen der Scharitzkehlalm im Süden und der Roßfeldhöhenringstraße im Norden. Dazu zählen die Endstalstraße, die Ligeretstraße, die Salzwandstraße, die Ofnerbodenstraße und die Kehlalmstraßen. Das gesamte Wegenetz ist für den motorisierten Verkehr gesperrt.

#### Kehlsteinlinie
Die Kehlsteinstraße ist für den Individualverkehr gesperrt. Betrieben wird die Linie von der Regionalverkehr Oberbayern GmbH (RVO) mit Hilfe von Spezialbussen (Motorleistung, Getriebe und Bremsen verändert) während der Sommermonate.

#### Kehlsteinlift (Kehlsteinaufzug)
Vom Buswendeplatz führt ein schmaler asphaltierter Fußweg in mehreren Serpentinen hinauf zum Kehlsteinhaus, zuletzt über mehrere Steinstufen. Bequemer ist die Auffahrt mit dem Kehlsteinlift, einem 124 m hohen Aufzug, der direkt im Vestibül des Kehlsteinhauses endet. Die Auffahrt im Berginneren dauert nur 41 Sekunden. Den Eingang zum Aufzug bildet ein Tor aus Granitquadern, das in einen ebenfalls 124 m langen und 3 m hohen Tunnel führt. Die Kabine des Aufzugs ist verspiegelt und mit Messing verkleidet. Die gepolsterten Sitze bleiben aufgrund des hohen Besucheraufkommens normalerweise hochgeklappt.

## Tourismus

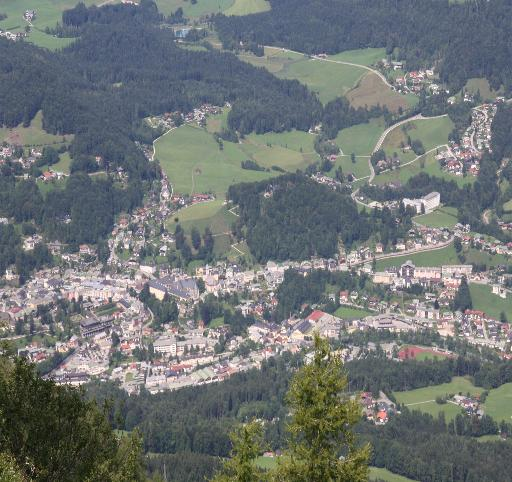
Blick auf Berchtesgaden

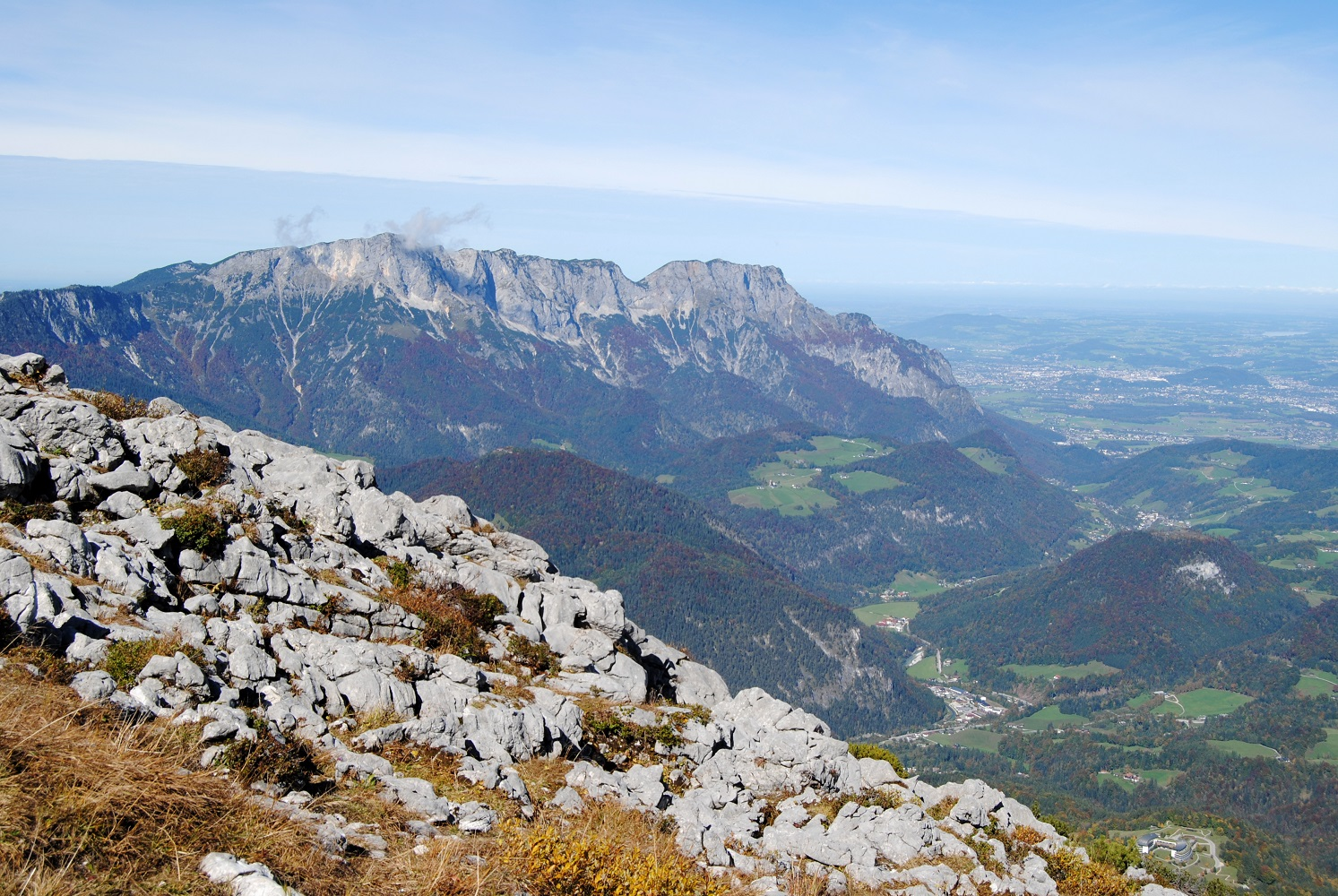
Blick von der Terrasse

Das Kehlsteinhaus sowie seine hochalpine Zufahrtsstraße einschließlich der Busabfahrtsstelle am Hintereck wurden 1952 für den allgemeinen Tourismus freigegeben. Andere Areale des einstigen Führersperrgebiets blieben hingegen als Armed Forces Recreation Center von 1953 bis 1996 ausschließlich Angehörigen der US-Streitkräfte zugänglich.
Das Kehlsteinhaus aber wurde zum „Highlight des Tourismus in Oberbayern“ mit jährlich etwa 300.000 Besuchern aus dem In- und Ausland.
Das Kehlsteinhaus landete 2013 zusammen mit weiteren Sehenswürdigkeiten in der Landkreisregion Berchtesgadener Land, dem Salzbergwerk Berchtesgaden und dem Nationalpark Berchtesgaden, auf Platz 20 der TOP-100-Sehenswürdigkeiten in Deutschland.
Es gewährt einen weit umfassenden Panoramaausblick auf die Berchtesgadener Alpen. So sind von dort aus die Westwand des Hohen Gölls, der Königssee, der Watzmann, der Hochkalter, der Untersberg und Salzburg auszumachen. Im Kehlsteingärtchen oberhalb des Kehlsteinhauses wurde eine von kleinen Informationstafeln erläuterte Auswahl an Alpenflora angelegt, hierunter finden sich auch seltenere Pflanzen, die unter Naturschutz stehen. Der Kehlstein ist zudem Ausgangspunkt für eine Tour über den Mannlgrat – ein Klettersteig, der direkt am Ende des Rundwegs beginnt und zum Gipfel des Hohen Gölls führt.
Angezogen werden die Besucher des Kehlsteinhauses aber „unverkennbar auch von der historischen Authentizität des Ortes“. Seit Eröffnung der Dokumentation Obersalzberg (Stand: 2002) ist der Umsatz von Andenken „mit idyllischen NS-Motiven und reißerischen Hochglanzbroschüren“ um ca. 50 Prozent zurückgegangen. Laut Volker Dahm steht dieser Rückgang im Zusammenhang mit der nun unter anderem in der Dokumentation angebotenen „seriöse(n) und wissenschaftlich fundierte(n) Information“, die seiner Meinung nach auch dazu führte, dass „die schlimmste Broschüre mehr oder weniger aus dem Verkehr gezogen“ wurde und „die anderen in den Neuauflagen besser geworden“ sind.
Über die Wintermonate ist das Kehlsteinhaus geschlossen (etwa von November bis April).

## Sendeanlage
Auf dem Kehlsteinhaus befand sich lange Zeit eine Sendeanlage, die als Füllsender für analoges Fernsehen benutzt wurde, um Berchtesgaden zu versorgen. Nach dem Ende des analogen terrestrischen Fernsehens wurde die Sendeanlage im Juni 2009 abgebaut. Bis dahin wurde von dort ausgestrahlt:
| Kanal | Frequenz (MHz) | Programm                                   | ERP (kW) | Sendediagramm rund (ND)/ gerichtet (D) | Polarisation horizontal (H)/ vertikal (V) |
| ----- | -------------- | ------------------------------------------ | -------- | -------------------------------------- | ----------------------------------------- |
| 41    | 631,25         | ZDF                                        | 0,40     | D                                      | H                                         |
| 59    | 775,25         | Bayerisches Fernsehen (Schwaben/Altbayern) | 0,33     | D                                      | H                                         |